# 國際流浪動物日
國際流浪動物日（英語：International Homeless Animals Day，簡稱）定於每年八月的第三個星期六。由國際動物保護聯盟（又譯作國際動物權利組織）於1992年首次發起，至今六大洲已有超過85個國家辦理。宣導「領養代替購買」，提倡動物權益和善待動物等。

## 另見
- 世界流浪動物日，4月4日
- 世界動物日，10月4日